# Ernst Jahns (Kreisleiter)
Ernst Hermann Jahns (* 29. März 1906 in Dresden; † 28. August 1970 in Mainz) war ein deutscher Parteifunktionär (NSDAP). Er war Kreisleiter in Oschatz und in Großenhain.

## Leben
Er war der Sohn des Gärtners Hermann Friedrich Jahns aus Potschappel und dessen Ehefrau Elisabeth Barbara Jahns geborene Klengel. Bereits in seiner Jugend schloss er sich nationalsozialistischen Ideen an und trat zum 1. November 1930 der NSDAP bei (Mitgliedsnummer 339.397), in der er 1937 zum Nachfolger von Oskar Zschake-Papsdorf als Kreisleiter von Oschatz ernannt wurde. Nach dem Tod von Eugen Holdinghausen wechselte Jahns bereits im Oktober 1937 als kommissarischer Kreisleiter und Beauftragter der NSDAP nach Großenhain und übernahm von 1938 bis gegen Kriegsende dort hauptamtlich diese Funktion. Beteiligt war er dabei u. a. an den Novemberpogromen 1938. Er gehörte u. a. dem Aufsichtsrat der Elektrizitätswerk Riesa A.-G. an, aus dem er im Januar 1943 ausschied. 1944 gab er die in Großenhain gedruckten Frontbriefe „Gruß aus der Heimat“ heraus.
Nach Ende des Zweiten Weltkrieges ließ er sich in Mainz nieder, wo er 1970 starb.